# Siebenbürger Gras-Schwertlilie
Die Siebenbürger Gras-Schwertlilie (Iris ruthenica) ist eine Pflanzenart aus der Gattung der Schwertlilien (Iris) innerhalb der Familie der Schwertliliengewächse (Iridaceae).

## Merkmale
Die Siebenbürger Gras-Schwertlilie ist eine ausdauernde Pflanze, die Wuchshöhen von 3 bis 15 (25) Zentimeter erreicht. Sie bildet einen Rhizomhorst aus. Die Blätter messen 15 bis 30 × 0,3 bis 0,6 Zentimeter und sind grün. Die 1 bis 2 Blüten haben einen Durchmesser von 3 bis 4 Zentimeter, sind blauviolett oder selten auch weiß und duften. Die Perigonröhre ist 8 bis 10 Millimeter lang. Die Hochblätter sind grünlich und rosa berandet. Die Hängeblätter sind waagerecht. Die Kapseln haben keine Kanten und einen runden Durchmesser.
Die Blütezeit reicht von Mai bis Juni.
Die Chromosomenzahl beträgt 2n = 84.

## Vorkommen
Die Siebenbürger Gras-Schwertlilie kommt in Rumänien, Ost-Europa, West- und Mittel-Sibirien, der Nord-Mongolei, Südwest-, Mittel- und Nord-China sowie Korea vor. Sie wächst in Nadel- und Mischwäldern sowie subalpinen Staudenwiesen. Im Süden des Verbreitungsgebietes kommt sie bis in Höhenlagen von 3600 Meter vor.

## Systematik
Man kann zwei Unterarten unterscheiden:
- Iris ruthenica subsp. brevituba (Maxim.) Doronkin: Sie kommt vom südlichen sibirien bis zur Mongolei vor.[2]
- Iris ruthenica subsp. ruthenica: Sie kommt von Rumänien bis Korea vor.[2]

## Nutzung
Die Siebenbürger Gras-Schwertlilie wird selten als Zierpflanze in Rabatten und Gehölzrändern genutzt. Sie ist seit spätestens 1804 in Kultur.